# Estação Penitenciaría
A Estação Penitenciaría é uma das estações do Metrorrey, situada em Monterrei, entre a Estação Aztlán e a Estação Alfonso Reyes. Administrada pela STC Metrorrey, faz parte da Linha 1.
Foi inaugurada em 25 de abril de 1991. Localiza-se no cruzamento da Avenida Rodrigo Gómez com a Rua Próceres. Atende os bairros Valle Morelos e Fraccionamento Simón Bolívar.